# Clarence E. Coyne
Clarence E. Coyne (* 23. Dezember 1881 in Rock Island, Illinois; † 27. Mai 1929) war ein US-amerikanischer Politiker. Im Jahr 1929 war er Vizegouverneur des Bundesstaates South Dakota.

## Werdegang
Clarence Coyne besuchte die öffentlichen Schulen seiner Heimat. Danach absolvierte er die High School und ein Business College. Vier Jahre lang diente er in der Marine der Nationalgarde (Naval Militia) des Staates Illinois. Im Jahr 1905 kam er nach South Dakota. In Fort Pierre im Stanley County arbeitete er in der Zeitungsbranche. Politisch war er Mitglied der Republikanischen Partei. Zwischen 1911 und 1914 fungierte er als Sheriff im Stanley County; von 1922 bis 1927 bekleidete er das Amt des Secretary of State von South Dakota.
1928 wurde Coyne an der Seite von William J. Bulow zum Vizegouverneur von South Dakota gewählt. Dieses Amt bekleidete er zwischen Januar 1929 und seinem Tod am 27. Mai desselben Jahres.  Dabei war er Stellvertreter des Gouverneurs und Vorsitzender des Staatssenats. Nach seinem Tod wurde John T. Grigsby zu seinem Nachfolger ernannt.
Seine Ehefrau war Elizabeth (1877–1955), geborene Throckmorton. Beide sind auf dem Mountain View Cemetery in Rapid City (South Dakota) beigesetzt.